# City, University of London
City, University of London, tidigare City University, London, är ett brittiskt universitet beläget i östra delen av centrala London i stadsdelen Finsbury.
Handelshögskolan Cass Business School tillhör detta universitet.